# 帕拉瓦尼河
41°53′30″N 41°46′58″E / 41.8918°N 41.7828°E
帕拉瓦尼河是格魯吉亞的河流，位於該國南部，屬於庫拉河的右支流，河道全長74公里，流域面積2,350平方公里，發源自帕拉瓦尼湖。